# Grodzisko w Niesulicach

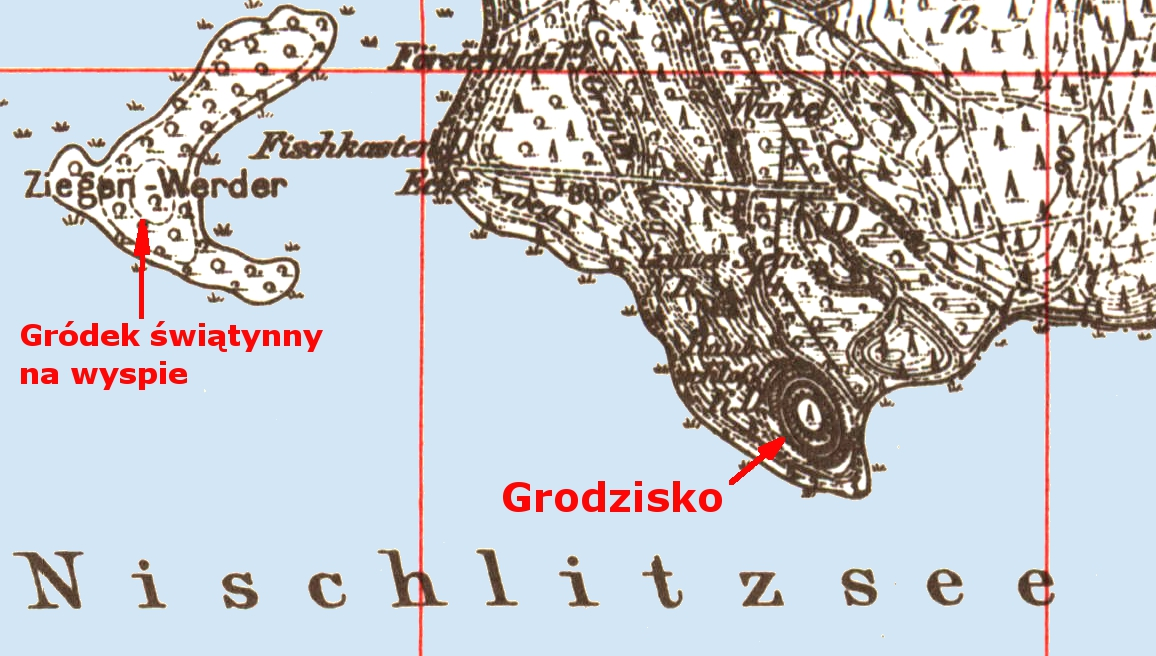
Południowa część jeziora Niesłysz; zaznaczone grodzisko na brzegu i wyspa ze świątynią, na którą prowadził most z IX w.

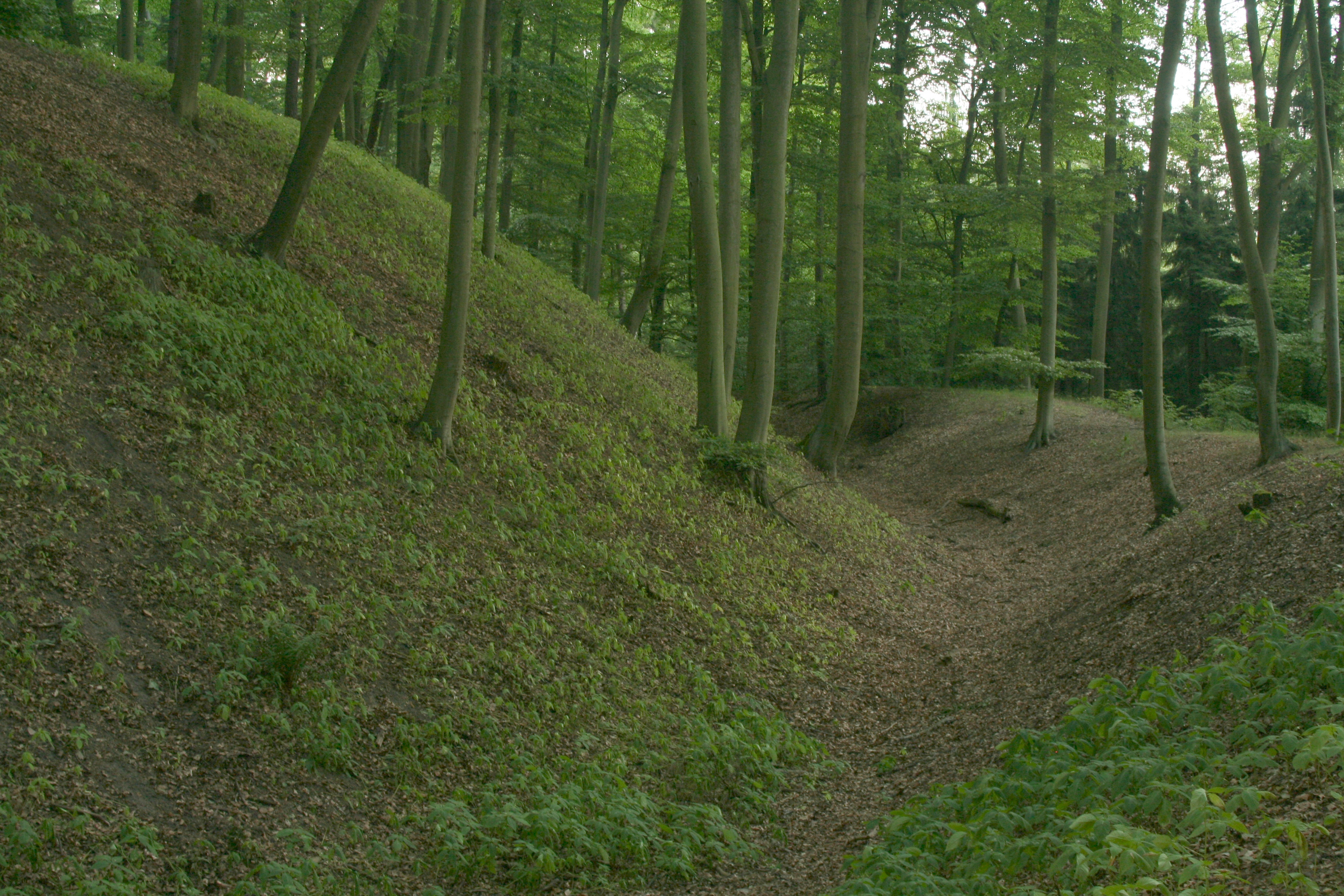
Wał obronny głównego założenia obronnego grodziska

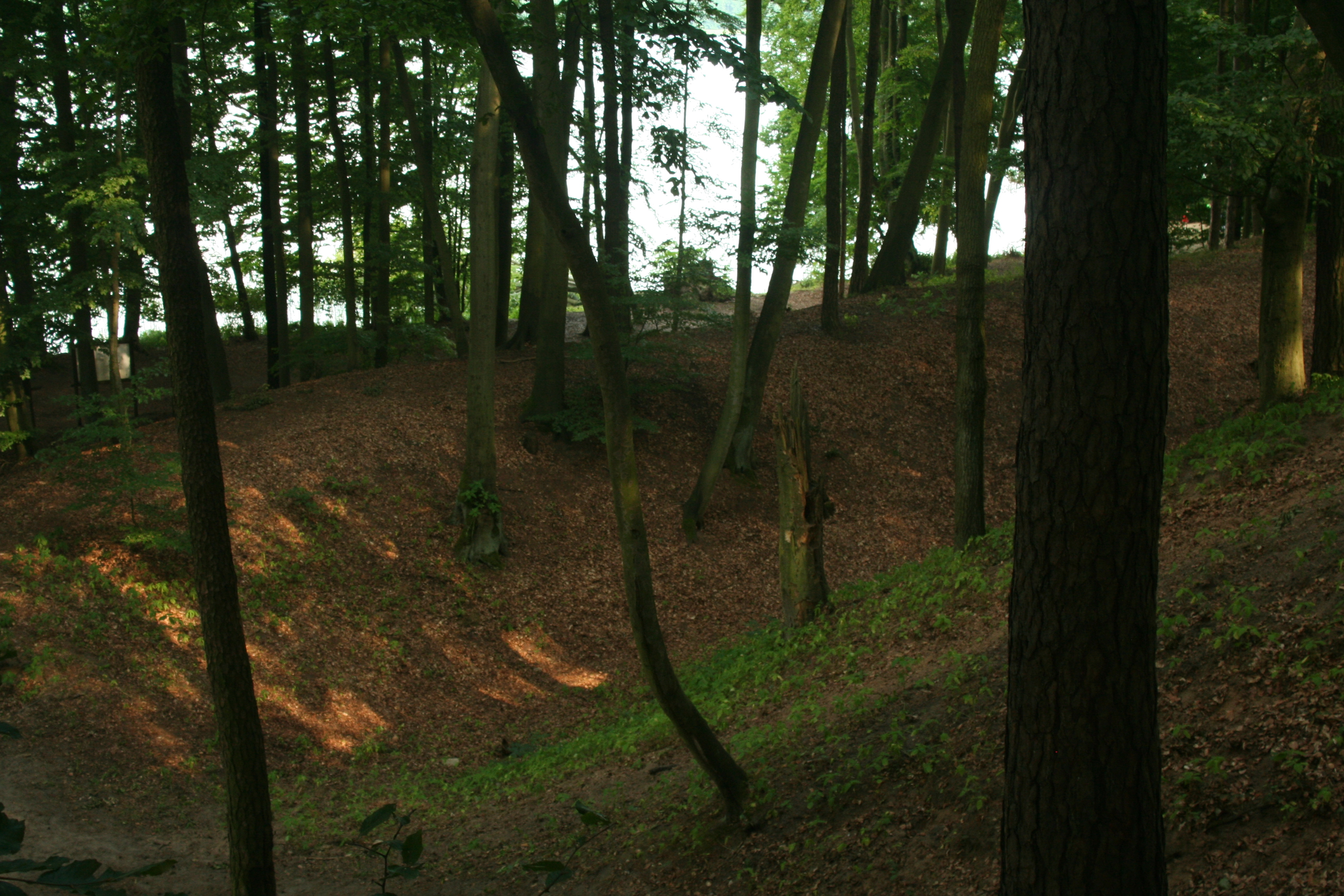
Wał od zachodu, od strony jeziora (w tle, za drzewami)

Grodzisko w Niesulicach – duże, stosunkowo dobrze zachowane, średniowieczne (pierwotnie VI–VII w.) grodzisko położone na północno-wschodnim wybrzeżu jeziora Niesłysz, niedaleko wsi Niesulice, w gminie Skąpe (powiat świebodziński, województwo lubuskie).

## Położenie
Położone jest na wzniesieniu o wys. 93 m n.p.m., co daje mu znaczne, kilkunastometrowe przewyższenie ponad taflą jeziora (78 m n.p.m.). Otoczone jest wałem, ciągnącym się na długość 180 m z północy na południe i 160 m ze wschodu na zachód, od północy, dla lepszej obrony – zdwojonym. Wał miał kamienną konstrukcję i do dziś jest dobrze zachowany, sięgając 7–8 m wysokości. Zasadnicza część grodziska, o powierzchni ok. ćwierci hektara, miała wymiary 60 na 45 m. Obecnie całość jest porośnięta bukowym lasem.

## Historia
Wstępne badania powierzchniowe wykonał w 1957 W. Śmigielski, odnajdując fragmenty ceramiki. A. Kołodziejski i B. Kres prowadzili wykopaliska sondażowe w 1960, a następnie A. Kołodziejski kontynuował prace w 1961, a znaleziska datował na dwa okresy: VI–VII i XIV–XV wiek. Wyniki pierwszych badań wskazywały, że gród był zamieszkały w dwóch fazach: na pewno przed 950 i ponownie, w stuleciu XIII. Dalsze badania potwierdziły, że miejsce było zamieszkiwane dwukrotnie: wczesna faza (VI–VII w.) byłaby osadą w miejscu naturalnie obronnym, a główny rozwój nastąpił w XII w., gdy usypano umocnienia, by w XIII w. na istniejącym już grodzie wznieść warownię otoczoną wysokim nasypem, która najprawdopodobniej funkcjonowała do wieku XV. Z wczesnego okresu wydobyto znaczne ilości ceramiki i elementów żelaznych, w tym kilkadziesiąt żelaznych bełtów, z drugiego – zbiorowy pochówek. Grodzisko to wiąże się z grodem, który Bolesław Pobożny miał w 1267 zbudować we wsi „Niesłusz”, o czym donosi m.in. Kronika wielkopolska, niemniej jest to tylko przypuszczenie.
Odnaleziony podczas badań w 1961 pochówek typu chrześcijańskiego zawierał trzy szkielety, z których dwa nosiły ślady nadpaleń, a wszystkie – ślady obrażeń odniesionych najprawdopodobniej w walce. Kości długie i czaszki zdradzały ślady uszkodzeń od miecza i broni obuchowej. Dwóch z pochowanych było ludźmi dość na ówczesne czasy wiekowymi (45–55 lat), a jeden – człowiekiem młodym (16–18-letnim). W połączeniu ze śladami nadpaleń znalezionymi w innych częściach grodziska może to sugerować gwałtowny koniec grodu, bronionego przez ludzi powyżej i poniżej typowego wieku służby wojskowej, którzy polegli w spalonym budynku.
W 2009 archeolodzy odkryli pozostałości długiego na 100, a szerokiego na cztery metry mostu (z lat 40. IX w., najstarszego na ziemiach polskich), prowadzącego z wybrzeża koło grodziska na wyspę na jeziorze, na której znajdował się mały gródek, pełniący najprawdopodobniej rolę świątyni.